# Indo-Burma
 (octobre 2020).
Si vous disposez d'ouvrages ou d'articles de référence ou si vous connaissez des sites web de qualité traitant du thème abordé ici, merci de compléter l'article en donnant les références utiles à sa vérifiabilité et en les liant à la section « Notes et références ».

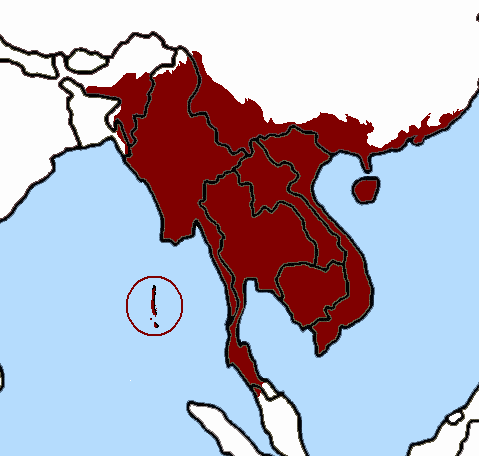
Les îles Andaman sont encerclées

L’Indo-Burma est un ensemble biogéographique défini par Conservation International comme un point chaud de biodiversité, situé dans l’écozone indomalaise. 
Il correspond approximativement aux territoires de la Birmanie, du Laos, de la Thaïlande, du Cambodge, du Viêt Nam, débordant sur la Chine (province du Yunan) et l’Inde (partie orientale du pays et îles Andaman).